# Frederieke Saeijs
Frederieke Saeijs (Den Haag, 25 januari 1979) is een Nederlands violiste.

## Opleiding
Saeijs begon met vioolspelen toen ze 7 jaar oud was met lessen bij Stieneke Voorhoeve-Poot volgens de Suzukimethode. Vanaf 1992 ging ze verder in de Jong Talentklas van het Koninklijk Conservatorium in Den Haag bij Mireille van der Wart waar ze vanaf 1998 (na haar gymnasiumdiploma) voltijds ging studeren bij achtereenvolgens Lex Korff de Gidts, Peter Brunt en Jaring Walta. Ze kreeg studiebeurzen van de Voorziening voor Excellerende Jonge Musici en van het Kersjes-Van de Groenekanfonds. Saeijs studeerde af in 2004 cum laude met een 10 met onderscheiding. Daarna studeerde ze verder bij Mauricio Fuks aan de Jacobs School of Music in Bloomington, Indiana waar ze in 2007 het 'Performer Diploma' behaalde, en het jaar daarna het 'Artist Diploma' en het 'Performance Certificate'. Ze volgde masterclasses bij Thomas Brandis, Lorand Fenyves, Isabelle van Keulen, Herman Krebbers, Boris Kuschnir, Rainer Kussmaul, Jaime Laredo, Viktor Liberman, Gerhardt Schulz en David Takeno.

## Prijzen en onderscheidingen
Saeijs won prijzen op het Prinses Christina Concours in 1995 en in 1998. In 2001 won zij het Vriendenkrans Concours alsook de tweede prijs op het Nationaal Vioolconcours Oskar Back. In 2002 won zij de Elisabeth Evertsprijs, In 2003 het George Enescu Internationaal Vioolconcours (Boekarest, Roemenië) en in 2004 het Amsterdam Grachtenfestival Conservatorium Concours. In 2005 won Saeijs de eerste prijs, de 'Grand Prix-Academie des Beaux Arts', tijdens het Concours international Marguerite-Long-Jacques-Thibaud in Parijs, samen met 4 andere prijzen: 'Prix de SAS le Prince Albert II de Monaco' voor de beste vertolking van een eigentijds werk (van Marc-Olivier Dupin), de 'Prix Nicole Henriot-Schweitzer' voor de beste uitvoering van een vioolconcert (Alban Berg), de prijs van de orkestleden van het Orchestre National de France en de prijs van de conservatoriumstudenten.

## Activiteiten
Saeijs speelde solo bij onder andere Het Gelders Orkest, het Concertgebouw Kamerorkest, het Hagen Symphonie Orchester, het Haifa Symphony Orchestra, het Limburgs Symfonieorkest, het Nederlands Kamerorkest, het New Japan Philharmonic Orchestra, het Orchestre National de France, het Orchestre National de Montpellier, het Orchestre Philharmonique de Radio France, het St. Petersburg Philharmonisch Orkest, het Rotterdams Philharmonisch Orkest, het Royal Scottish National Orchestra en deFilharmonie. Ze soleerde onder leiding van dirigenten als Matthias Bamert, Jonathan Darlington, Junichi Hirokami, Damian Iorio, Ken-Ichiro Kobayashi, Neeme Järvi, Alexandru Lascae, Friedemann Layer, Ion Marin, Christoph Poppen, Noam Sheriff, Etienne Siebens, Vassily Sinaiski, Ed Spanjaard en Jaap van Zweden.
Ze speelde op kamermuziekfestivals in Dallas, Edingen (België), Giverny (Frankrijk) en Sitka (Alaska). In de jaren 2006-09 was ze 'Artist in Residence' bij de Dr. Anton Philipszaal en de Nieuwe Kerk in Den Haag. In 2009 was ze 'Young artist in residence' tijdens de Gelderse Muziekzomer. In 2009 was ze ook 'Stockey Young Artist' tijdens het 'Festival of the Sound' in Parry Sound (Canada). 
In 2009 nam ze een cd op op het label Naxos met de pianist Maurice Lammerts van Bueren met werk van Maurice Ravel, Ottorino Respighi en Enrique Granados. 
Sinds 2009 is Saeijs tevens hoofdvakdocent aan het Koninklijk Conservatorium.
Saeijs speelt op een viool van Pietro Guarneri met de naam 'Ex-Reine Elisabeth' (1725, Venetië) in bruikleen van het Nationaal Instrumenten Fonds.